# Synthon (retrosynthese)
Een synthon is een centraal concept in het gebied van de retrosynthetische analyse. Het is gedefinieerd als een deel van een molecule dat deel kan nemen in een eventuele synthesereactie. In veel gevallen komt een synthon overeen met een functionele groep en dient het in theorie te worden omgezet in een synthetisch equivalent (een al dan niet commercieel beschikbare organische verbinding waarmee de synthese gestart kan worden).

## Voorbeeld
In de retrosynthese van fenylazijnzuur (onder) zijn de synthonen het benzylkation en het carboxyanion:
De synthetische equivalenten die hierbij horen zijn respectievelijk benzylbromide en een cyanide.